# Deutsche Kammerakademie Neuss

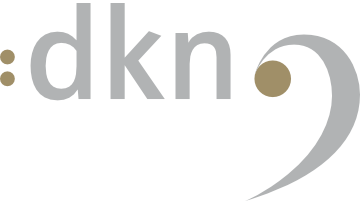
Logo der Deutschen Kammerakademie Neuss

Die Deutsche Kammerakademie Neuss (dkn) ist ein Kammerorchester mit Sitz in Neuss. Das Ensemble vereinigt junge Musiker aus mehr als zwanzig Nationen.

## Geschichte
Die Deutsche Kammerakademie Neuss wurde 1978 als Ensemble der Rottweiler Kammermusiktage von dem Cellisten und Dirigenten Johannes Goritzki gegründet (als Deutsche Kammerakademie, seit 1980 Deutsche Kammerakademie Neuss) und hat sich seither ein vielseitiges Repertoire vom Barock bis zur zeitgenössischen Musik erarbeitet. Es spielte zahlreiche Uraufführungen; einige der neuen Werke, z. B. von Isang Yun, wurden dem Orchester gewidmet.
Seit 1983 ist die Stadt Neuss Förderer der Deutschen Kammerakademie Neuss, weitere wichtige Sponsoren sind die Stadtsparkasse Neuss sowie 3M.
Jährlich findet das von Johannes Goritzki gegründete Festival „Musikalischer Frühling Neuss“ statt, zu dem Freunde des Orchesters wie Frank Peter Zimmermann, Aurèle Nicolet, Yehudi Menuhin, Nikita Magaloff und Radu Lupu eingeladen wurden. 1992 vereinbarte die Gruppe eine dauerhafte Zusammenarbeit mit den Solisten der Stuttgarter Bläserakademie, unter ihnen Radovan Vlatković (Horn) und Sergio Azzolini (Fagott).
Das Orchester unternahm Tourneen in die ganze Welt, nach Rom, Paris, Griechenland/Zypern, Kattowitz, Buenos Aires sowie in die großen Städte Südostasiens, nach China und Japan. In Deutschland trat das Ensemble in den meisten großen Konzertsälen wie im Konzerthaus Dortmund (mit der Trompeterin Tine Thing Helseth), in der Philharmonie Essen (mit dem Ensemble WienBerlin) und in der Tonhalle Düsseldorf auf sowie auch an Festivals wie dem Enescu-Festival in Bukarest, dem Naantali-Festival in Finnland, den Festivals in Davos und Genf, dem Storioni-Festival in Eindhoven, dem Festival Emilia Romagna, dem Tartini-Festival in Ljubljana, dem Münsterland-Festival auf Schloss Nordkirchen, dem Festival für neue Musik in Ulm, dem Automne en Normandie in Le Havre, dem Sommerfestival in Nerja, den Gezeitenkonzerten in Ostfriesland oder den Berliner Festwochen, wo es für seine lebendige Spielweise gefeiert wurde. Es wurde von Yehudi Menuhin zu den Sommets Musicaux de Gstaad, von Gidon Kremer nach Lockenhaus und von Justus Frantz zum Schleswig-Holstein-Musikfestival eingeladen. Im Herbst 1993 unternahm es eine ausgedehnte Tournee mit Krzysztof Penderecki durch die Schweiz und Österreich; im Herbst 1994 gab es drei Konzerte in Sydney.
Das Ensemble war mehrmals „Orchestra in Residence“, so 2010/2011 und 2015/2016 beim Festival für neue Musik in Ulm, 2006/2007 und 2009 bei der Internationalen Sommerakademie Mozarteum im Rahmen der Salzburger Festspiele.

## Leitung
Die Deutsche Kammerakademie Neuss wurde zunächst vom Gründer Johannes Goritzki geleitet, bis dieser als künstlerischer Leiter 2003 von Matthias Gawriloff abgelöst wurde. 2005 wurde der gebürtige Brasilianer Lavard Skou Larsen Chefdirigent. Nach Gawriloffs Abgang zum Berner Symphonieorchester vereinte Larsen wieder beide Funktionen auf sich. Nach dem Auslaufen des Vertrages von Skou Larsen 2017 übernahm die Niederländerin Isabelle van Keulen die Leitung zunächst als Artist in Residence, bevor die Funktionen 2019 abermals getrennt, van Keulen als künstlerische Leiterin bestätigt und der Österreicher Christoph Koncz zum Chefdirigenten ernannt wurde.

## Diskographie
Die CDs der Deutschen Kammerakademie Neuss, in der Regel auf dem Label CPO, enthalten sowohl wenig bekannte Stücke wie Michael Haydns Requiem und verschiedene Sinfonien, Robert Volkmanns Serenaden und Othmar Schoecks Cellokonzert, aber auch bekanntere Werke wie Johann Sebastian Bachs h-Moll-Messe.
Die Ersteinspielung des Cellokonzertes von Othmar Schoeck (Solist: Johannes Goritzki) wurde mit dem „Grand Prix des Discoboles de l’Europe“ ausgezeichnet. Das Ensemble nahm von 1991 bis zum Jubiläumsjahr 1993 Beethovens 1. und 4. Sinfonie sowie die kompletten 27 Sinfonien von Luigi Boccherini auf. Die Aufnahme der Operette Frühling von Franz Lehár wurde 2001 in Großbritannien als „Klassik-CD des Jahres“, die Musik zu Schostakowitschs Hamlet mit einer „10“ von Classics Today ausgezeichnet. Die Einspielung der Oper Montezuma von Carl Heinrich Graun (Libretto: Friedrich der Große) wurde allgemein gelobt. Mit diesem Werk gastierte die Deutsche Kammerakademie Neuss anlässlich des Kolumbus-Jahres in der Oper von Mexiko-Stadt und in anderen Städten Lateinamerikas.